# Ica Souvignier
Ica Souvignier (* 3. Juli 1961; † 7. Juli 2012 in Köln) war eine deutsche Filmproduzentin und Künstlermanagerin.

## Leben
Nach ihrer knapp zehnjährigen Tätigkeit im amerikanischen Film- und Fernsehgeschäft gründete Ica Souvignier 1992 zusammen mit Hinrich Sickenberger eine Künstleragentur in Köln. Sie war die Managerin von Bärbel Schäfer. Im Zuge eines Streits um ausstehende Honorare verklagte Souvignier Schäfer später auf die Zahlung von knapp 4,8 Millionen DM. 2002 wurde Schäfer vom Oberlandesgericht Köln zur Zahlung von 104.000 Euro an Souvignier verurteilt. Ica Souvignier betreute unter anderen Ralph Morgenstern, Hardy Krüger jr., Stefan Jürgens, Jenny Jürgens und Jasmin Gerat.
Im Jahr 2006 erwarb Ica Souvignier gemeinsam mit ihrem Mann Michael Souvignier die Filmrechte zur Verfilmung von Frank Schätzings Bestseller-Roman Der Schwarm.
Sie war zudem Gesellschafterin der Filmproduktionsfirma Zeitsprung Entertainment GmbH in Köln.
Ica Souvignier erlag 2012 ihrer Krebserkrankung.

## Filmografie (Auswahl)
- 2001: I Love You Baby
- 2005: Das geheime Leben der Spielerfrauen (Fernsehserie)
- 2007: Tarragona – Ein Paradies in Flammen (Fernsehmehrteiler)
- 2008: Mordshunger (Fernsehfilm)
- 2008: 80 Minutes
- 2008: The Lost Samaritan
- 2009: Böseckendorf – Die Nacht, in der ein Dorf verschwand (Fernsehfilm)
- 2011: Beate Uhse – Das Recht auf Liebe (Fernsehfilm)
- 2011: Marco W. – 247 Tage im türkischen Gefängnis (Fernsehfilm)